# 7 tháng 1
Ngày 7 tháng 1 là ngày thứ 7 trong lịch Gregory. Còn 358 ngày trong năm (359 ngày trong năm nhuận).

## Sự kiện
- 307 – Tấn Huệ Đế Tư Mã Trung bị trúng độc khi ăn bánh, ông qua đời vào ngày hôm sau, tức ngày Kỉ Tị tháng 11 năm Bính Dần.
- 555 – Quân Tây Ngụy chiếm được kinh đô Giang Lăng của triều Lương, bắt giữ Lương Nguyên Đế, tức ngày Tân Hợi (29) tháng 11 năm Giáp Tuất.
- 1566 – Giáo hoàng Piô V (Tiếng Latinh: Sancte Pie V, tiếng Ý: San Pio V) được bầu vào ngôi vị, trở thành người kế nhiệm Giáo hoàng Piô IV (Latinh: Pius IV).
- 1610 – Galileo Galilei lần đầu tiên quan sát thấy bốn vệ tinh: Ganymede, Callisto, Io và Europa.
- 1785 – Một người Pháp là Jean-Pierre Blanchard và một người Mỹ là John Jeffries băng qua eo biển Manche từ Dover của Anh Quốc sang Calais của Pháp trên một khinh khí cầu.
- 1797 – Quốc kỳ tam tài Ý được thông qua chính thức.
- 1906 – Saionji Kinmochi trở thành thủ tướng thứ 14 của Nhật Bản.
- 1927 – Dịch vụ điện thoại xuyên Đại Tây Dương được hình thành – từ New York sang Luân Đôn.
- 1942 – Chiến tranh thế giới thứ hai: Bắt đầu chiến dịch tấn công Lyuban của Hồng quân Liên Xô.
- 1954 – Hệ thống dịch tự động đầu tiên được trình diễn công khai tại trụ sở của IBM ở New York.
- 1959 – Hoa Kỳ ban đầu công nhận chính phủ Cuba mới của Fidel Castro, nhưng sau quan hệ đó nhanh chóng trở nên xấu đi[1].
- 1979 – Quân đội Việt Nam giải phóng thủ đô Phnôm Pênh của Campuchia, Tổng Bí thư Pol Pot và chính quyền Campuchia Dân chủ tẩu thoát.
- 1984 – Brunei trở thành thành viên thứ sáu của Hiệp hội các quốc gia Đông Nam Á (ASEAN).
- 1989 – Sau khi Nhật hoàng Hirohito (Hoàng đế thời Chiêu hòa) băng hà, Nhật hoàng Akihito lên ngôi hoàng đế thứ 125 của Nhật Bản[2].
- 2003 – Tại San Francisco, Steve Jobs công bố rằng Apple phát triển được trình duyệt web riêng của họ, mang tên Safari.

## Sinh
- 1502 – Giáo hoàng Grêgôriô XIII (tiếng Latinh: Gregorius XIII, tiếng Anh: Gregory XIII) (mất 1585).
- 1528 – Jeanne III của Navarra, vương hậu người Pháp của Navarra (mất 1572).
- 1768 – Joseph Bonaparte, quốc vương của Tây Ban Nha và Tây Ấn, quốc vương của Napoli (mất 1844).
- 1794 – Heinrich Wilhelm Schott, nhà thực vật học người Áo (mất 1865).
- 1800 – Millard Fillmore, tổng thống thứ 13 của Hoa Kỳ (mất 1874).
- 1844 – Bernadette Soubirous, nhà huyền học người Pháp được phong thánh (mất 1879).
- 1859 – Phùng Quốc Chương, chính trị gia người Trung Quốc, quyền Đại tổng thống của Trung Quốc, tức 4 tháng 12 năm Mậu Ngọ (mất 1919).
- 1899 – Stepan Petrovich Schipachev, nhà thơ tại Liên Xô, tức 26 tháng 12 năm 1898 theo lịch Julius (mất 1979).
- 1915 – Đào Mộng Long, diễn viên, đạo diễn người Việt Nam (mất 2006).
- 1926 – Kim Jong-pil, chính trị gia người Hàn Quốc, thủ tướng người Hàn Quốc.
- 1935 – Nguyễn Lân Tuất, nhạc sĩ người Việt Nam - Liên Xô và Nga.
- 1941 – John E. Walker, nhà hóa học người Anh, đoạt giải Nobel
- 1943 – Sasaki Sadako, nạn nhân bom nguyên tử người Nhật Bản (mất 1955).
- 1948 – Mizuki Ichirō, ca sĩ- người viết ca khúc và Diễn viên người Nhật Bản.
- 1952 – Hồng Kim Bảo, Diễn viên người Hồng Kông.
- 1964 – Nicolas Cage, Diễn viên, nhà sản xuất, đạo diễn người Mỹ.
- 1971 – Jeremy Renner, Diễn viên người Mỹ.
- 1976 – Marcelo Bordon, cầu thủ bóng đá Brasil.
- 1979 – Bipasha Basu, người mẫu và Diễn viên người Ấn Độ.
- 1981 - Huy Khánh, diễn viên người Việt Nam.
- 1984 – Đỗ Minh Quân, vận động viên quần vợt người Việt Nam.
- 1985 – Lewis Hamilton, tay đua xe ô tô người Anh.
- 1987 – Ya Suy, ca sĩ người Việt Nam.
- 1988 – Haley Bennett, Diễn viên và ca sĩ người Mỹ.
- 1989
  - Emiliano Insúa, cầu thủ bóng đá người Argentina.
  - Vũ Bá Đông, vận động viên thể dục nhịp điệu người Việt Nam.
- 1991 – Eden Hazard, cầu thủ bóng đá người Bỉ.

## Mất
- 937 – Gia Luật Bội, tác gia, thi nhân, họa gia, thái tử người Khiết Đan, tức ngày Đinh Sửu (22) tháng 11 nhuận năm Bính Thân (sinh 899).
- 1451 – Giáo hoàng đối lập Fêlix V (sinh 1383).
- 1524 – Đường Dần, họa sĩ, thi nhân triều Minh, tức 2 tháng 12 năm Quý Mùi (sinh 1470).
- 1536 – Catherine xứ Aragon, vương hậu nước Anh (sinh 1485).
- 1655 – Giáo hoàng Innôcentê X (Latinh: Innocens X) (sinh 1574).
- 1892 – Ernst Wilhelm von Brücke, thầy thuốc và nhà sinh lý học người Đức (sinh 1819).
- 1892 – Tewfik Pasha, chính trị gia người Ai Cập (sinh 1852).
- 1920 – Edmund Barton, chính trị gia người Úc, thủ tướng của Úc (sinh 1849).
- 1943 – Nikola Tesla, nhà vật lý học và kỹ sư người Serbia-Mỹ (sinh 1856).
- 1984 – Alfred Kastler, nhà vật lý học người Pháp, đoạt giải Nobel (sinh 1902).
- 1986 – Tam Lang, nhà văn, nhà báo người Việt Nam (sinh 1900).
- 1989 – Hirohito, Thiên hoàng thứ 124 của Nhật Bản (sinh 1901).
- 1998 – Vladimir Prelog, nhà hóa học người Croatia, đoạt giải Nobel (sinh 1906).
- 2010 – Quy Sắc, soạn giả cải lương người Việt Nam (sinh 1924).
- 2013 – Huell Howser, Diễn viên, nhân vật truyền hình người Mỹ (sinh 1945).
- 2014 – Thiệu Dật Phu, doanh nhân, nhà từ thiện người Trung Quốc (sinh 1907).
- 2021
  - Tommy Lasorda (sinh 1927).
  - Nguyễn Vĩnh Bảo, nhạc sĩ người Việt Nam (sinh 1918).
- 2024 – Franz Beckenbauer, cầu thủ và huấn luyện viên bóng đá người Đức (sinh 1945).

## Ngày lễ và kỷ niệm
- Chiến thắng chiến tranh bảo vệ Tổ quốc ở biên giới Tây Nam[3] (Ngày giải phóng khỏi chế độ diệt chủng Pol Pot[4] - cách gọi ở Campuchia).